# Maison Sokovikov
La maison Sokovikov (Дом Соковикова) est un hôtel particulier des années 1830 situé à Vologda dans le nord-ouest de la Russie. Cette maison de bois de style néoclassique est inscrite à la liste du patrimoine architectural d'importance fédérale. Le poète Constantin Batiouchkov y vécut. Aujourd'hui l'édifice abrite la bibliothèque régionale pour la jeunesse. Elle se trouve au n° 20, perspective Soviétique.

## Histoire
La maison est construite en 1830 pour le prêtre Piotr Vassilievski, en face de son église, l'église Saint-Jean-Baptiste. C'est dans cette maison que le neveu de Constantin Batiouchkov, Grigori Grevens, loue un appartement pour son oncle poète déjà malade. Ce dernier avait déménagé en 1833 à Vologda et s'était installé au premier étage de cette maison. L'ami du poète, le capitaine Lvov, prend aussi une chambre en 1835.
La maison est vendue dans la seconde moitié du XIXe siècle au marchand de la deuxième guilde, Ivan Sokovikov, d'où son nom actuel. Ensuite elle change de mains. 
L'ambassade d'Autriche s'y installe après la révolution d'Octobre et en 1919 l'hôtel particulier est divisé en appartements. Plus tard on y ouvre une librairie, un jardin d'enfants et un atelier de théâtre. Cela prend fin dans les années 1940, lorsqu'on y aménage des ateliers de couture et de cordonnerie, puis en 1948 un dispensaire pour tuberculeux.
L'ancien hôtel particulier est restauré entre 1980 et 1983. Jusqu'à récemment il abritait un centre culturel pour la jeunesse.

## Architecture
L'hôtel particulier à étage avec entresols est un joyau de l'architecture en bois néoclassique. La maison elle-même est de forme rectangulaire, couverte d'un toit en croupe en fer avec une forte corniche à rebords. La façade est gainée de planches. L'entrée principale est située du côté de la cour. Sur la façade principale du bâtiment, l'on peut voir un risalit, décoré au premier étage d'un portique tétrastyle et une fenêtre vénitienne avec un ornement sculpté orné. Le long du périmètre de la maison, toute la corniche est décorée de saillies-denticules.

## Condition actuelle

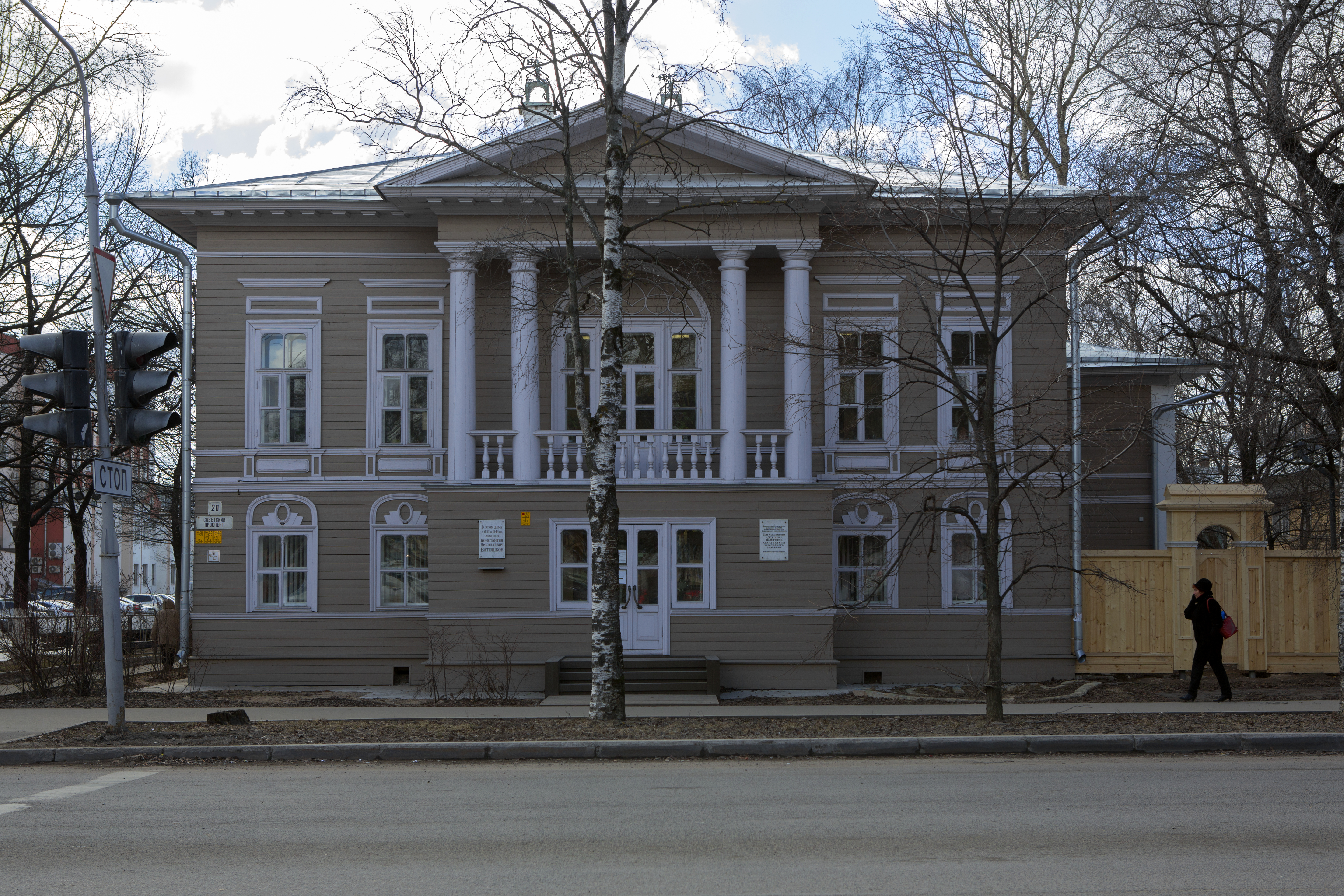
Façade principale.

L'édifice est entièrement restauré en 2013. Le câblage et le bloc de chauffage ont été remplacés, de nouveaux radiateurs ont été installés, les locaux ont été décorés, la toiture a été réparée, les ouvertures des fenêtres ont été restaurées. La façade du bâtiment a été mise à jour avec une nouvelle peinture, la restauration des porches du bâtiment a été effectuée. En décembre 2013, la bibliothèque régionale pour la jeunesse de Vologda s'y est installée pour accueillir ses jeunes visiteurs.

## Source de la traduction
- (ru) Cet article est partiellement ou en totalité issu de l’article de Wikipédia en russe intitulé « Дом Соковикова » (voir la liste des auteurs).